# Ange Rodrigue Dadjé
Ange Rodrigue Dadjé est un avocat ivoirien connu pour sa défense d'anciens du régime Gbagbo en Côte d'Ivoire, camp vis-à-vis duquel il affiche son soutien.

## Biographie
Ange Rodrigue Dadjé est un avocat diplômé en droit des affaires et militant du Front populaire ivoirien.
En mars 2012, il est arrêté et accusé d'atteintes à la sureté de l'État puis libéré quelques semaines plus tard.

## Défense de Simone Gbagbo dans plusieurs procès
Il s'occupe de la défense de Simone Gbagbo concernant la disparition du journaliste canadien Guy-André Kieffer. En 2015, il est son principal avocat lors du procès pour « atteinte à la sûreté de l'Etat ».
L'année suivante, il est commis d'office pour défendre à nouveau l'ex Première Dame devant la Cour d'assises d'Abidjan s'agissant de faits commis lors de la crise post électorale de 2010-2011 et qualifiés de crime contre l'humanité. Avant même l'ouverture des débats, il parle d'un « procès politique ». Quatre mois après le début des audiences, il suspend sa participation en raison du refus des juges d'auditionner certaines personnalités. Moins d'une semaine avant la fin des débats et considérant que leur cliente ne bénéficie pas d'un traitement équitable, l'équipe de défense choisit de se retirer juste avant les réquisitions du Procureur et après avoir pris le temps d'exposer longuement ses griefs. Alors que Simone Gbagbo est finalement acquittée, il réitère ses accusations à l'égard de la justice ivoirienne. De plus, il critique HRW et la FIDH en évoquant « le caractère partisan des sorties médiatiques de ces ONG » et assurant que le principe non bis in idem fait obstacle à ce que sa cliente soit rejugée par la Cour pénale internationale. Contrairement à ce qu'allègue Maître Dadjé et conformément à l'article 19 paragraphe 1 du Statut de Rome, la Chambre préliminaire II demande au gouvernement ivoirien de lui transmettre toutes les informations et décisions rendues par la justice interne afin de déterminer s'il y a lieu de réexaminer la recevabilité de l'affaire.
A l'occasion d'un article qui lui est consacré, Jeune Afrique écrit qu'Ange Rodrigue Dadjé est opposé à la juridiction internationale et qu'il « se délecte ainsi de la défiance envers une Cour qu’il estime "injuste et partiale"».

### Autres affaires
En 2017, il assure la défense de Michel Gbagbo, fils de l'ex Président, accusé de « divulgation de fausses nouvelles »,. La même année, il représente les intérêts d'un des accusés dans l'affaire des disparus de l'hôtel Novotel. Il dénonce notamment l'organisation de la Cour d'assises et « une instruction bâclée ».
Par ailleurs, il aurait affirmé vouloir représenter les intérêts de Laurent Gbagbo et Charles Blé Goudé à La Haye. Toutefois, il n'a pas été retenu par les deux accusés.